# هرنج
هرنج هي قرية في مقاطعة طالقان، إيران. يقدر عدد سكانها بـ 356 نسمة بحسب إحصاء 2016.